# Francesco Casagrande
Francesco Casagrande (ur. 14 września 1970 we Florencji) – włoski kolarz szosowy.

## Kariera
Ten specjalista od jazdy w górach należał do najlepszych kolarzy Włoch, szczególnie w drugiej połowie lat '90. Obok licznych włoskich klasyków, dwukrotnie wygrał zaliczający się do Pucharu Świata wyścig Clásica de San Sebastián (1998, 1999), jak również w roku 2000 wyścig La Flèche Wallonne. W 1999 wygrał generalną klasyfikację Tour de Suisse. W roku 2000 przez prawie rok utrzymywał się na pozycji lidera rankingu UCI. Zajął także trzecie miejsce w klasyfikacji generalnej sezonu 2000 Pucharu Świata, przegrywając tylko z Niemcem Erikiem Zabelem i Belgiem Andreiem Tchmilem. Nigdy nie zdobył medalu na dużej imprezie międzynarodowej - najbliżej podium był w 1999 roku, kiedy na mistrzostwach świata w Weronie był czwarty w wyścigu ze startu wspólnego, przegrywając walkę o podium z Francuzem Jean-Cyrilem Robinem. W tej samej konkurencji był także dziesiąty na rozgrywanych rok później mistrzostwach świata w Plouay. W 2000 roku wystąpił także na igrzyskach olimpijskich w Sydney, gdzie zajął 65. miejsce. Lepiej wypadł na igrzyskach w Atlancie w 1996 roku, gdzie był dziewiętnasty w indywidualnej jeździe na czas, a wyścig ze startu wspólnego ukończył na 32. pozycji.
Na Giro d’Italia często zaliczano go do faworytów, jednak jedynie w 2000 roku udało mu się stać na podium, kiedy to zajął ostatecznie 2. miejsce. W roku 2002 został wykluczony z Giro po tym, jak odepchnął jednego z kolumbijskich kolarzy. Również na Tour de France nie osiągnął większych sukcesów, szóste miejsce w 1997 roku jest jego najlepszym wynikiem w tym wyścigu. W roku 1998 Casagrande został zawieszony na pół roku z powodu dopingu.

## Ważniejsze sukcesy
- Clásica de San Sebastián (1998, 1999)
- La Flèche Wallonne (2000)
- Tour de Suisse (1999)
- Giro del Trentino (2001, 2002)
- Tirreno-Adriatico (1996)
- Dookoła Kraju Basków (1996)
- Giro di Toscania (1994)
- Giro dell’Emilia (1994)
- Mediolan-Turyn (1994)
- Coppa Agostoni (2001, 2003)
- Giro d’Italia
  - 2 wygrane etapy
  - Maglia verde Lider klasyfikacji górskiej (2000)
  - 12 dni w Maglia rosa

## Przynależność drużynowa
- Mercatone Uno (1993-1995)
- Saeco (1996–1997)
- Cofidis (1998)
- Vini Caldirola (1999–2000)
- Fassa Bortolo (2001–2002)
- Lampre (2003–2004)
- Naturino-Sapore di Mare (2005)